# Concili d'Osca
El Concili d'Osca fou un concili de la Província eclesiàstica Tarraconense que se celebrà a Osca l'any 598, que fou l'any 13 del regnat de Recared. Es desconeixen els prelats assistents, ja que no van signar les actes de la reunió. Les dues disposicions conciliars que se'n conserven es van escriure 16 anys més tard, durant el Concili d'Ègara. El primer cànon ordenava la celebració anual d'un sínode on decidís el bisbe, reunint tots els abats dels monestirs, els preveres i els diaques de la seva diòcesi. El segon cànon instava a que els preveres, diaques, subdiaques, clergues i fidels de la seva circumscripció pastoral procuressin portar una vida santa i casta.